# Jules Dumont d'Urville
‎
Jules Sébastien César Dumont d'Urville, francoski kontraadmiral in raziskovalec, * 23. maj 1790, Condé-sur-Noireau, Calvados, † 8. maj 1842, bližina Meudona, Francija.

## Življenjepis
Kmalu po vstopu v francosko mornarico se je d'Urville že izkazal kot raziskovalec, saj je leta 1820 na odpravi po grških otokih spoznal pravo vrednost kipa, izklesanega okrog leta 130 pr. n. št. in ga zadržal za Francijo. To je bila Miloška Venera, ki sedaj stoji v pariškem Louvru. Leta 1822 je obplul svet pod poveljstvom kapitana Louisa Isidora Duperreya in domov prinesel zanimive primerke živali in rastlin.
Leta 1826 so ga kot poveljnika korvete L'Astrolabe poslali na Pacifik, kjer je kartiral obale Nove Gvineje, Nove Zelandije in drugih otokov, odkril pa je tudi verjetno mesto smrti kapitana Jeana-Françoisa de La Pérousea.
Leta 1837 je na odpravi z ladjama L'Astrolabe in Zelee po območju Antarktike plul ob delu njene obale, ki ga je po svoji ženi imenoval Adelijina dežela. Obiskali so tudi Južne Shetlandske in Južne Orkneyjske otoke. Po povratku leta 1840 so mu podelili čin kontraadmirala.
Kasneje so po njem imenovali naslednja področja, k poznavanju katerih je s svojim delom močno prispeval: D'Urvillovo morje ob Antarktiki, Rt d'Urvilla na Irian Javi v Indoneziji ter D'Urvillov otok ob Novi Zelandiji. Po njem se imenuje pariška ulica Rue Dumont d'Urville v 8. okrožju blizu Elizejskih poljan. Postaja Dumont d'Urville na Antarktiki in ladja razreda BATRAL francoske vojne mornarice sta prav tako imenovana po njem.
Umrl je skupaj s svojo ženo in sinom v železniški nesreči. Pokopan je na Montparnaškem pokopališču (Cimetière du Montparnasse) v Parizu.
Zapisi o njegovih potovanjih so bili objavljeni v 24 delih s šestimi obsežnimi knjigami ilustracij.